# Muscolo auricolare anteriore
Il muscolo auricolare anteriore (Attrahens aurem) è il più piccolo dei tre muscoli auricolari.
Esso è sottile e di forma a ventaglio e le sue fibre sono pallide e indistinte.

## Origine
L'auricolare anteriore origina dal bordo laterale della galea aponeurotica.

## Inserzione
Le fibre dell'auricolare anteriore convergono, dopo la loro origine, su una proiezione del bordo superiore del padiglione auricolare.

## Azione
Negli altri animali questi muscoli servono per puntare le orecchie nella direzione del suono che attrae l'attenzione; nell'uomo invece, tutto quel che possono fare è al massimo di spostare leggermente l'orecchio.